# Inchtuthil
Inchtuthil, Římanům známý pod názvem Pinnata Castra, bývala římská legionářská pevnost vybudovaná na vyvýšené plošině s výhledem na severní břeh splavné řeky Tay, což bylo strategicky důležité pro zásobování i přesuny vojska. Tábor ležel na jihozápad od moderního dvojměstí Blairgowrie a Rattray ve správní oblasti Perth a Kinross, ve Skotsku (římské Kaledonii).

## Založení pevnosti
Pevnost nechal postavit v roce 82 nebo 83 římský generál a guvernér Julius Agricola jako předmostí pro tažení proti kaledonským kmenům. Stála na začátku jedné z hlavních tras do Skotské vysočiny.

### Dvacátá legie

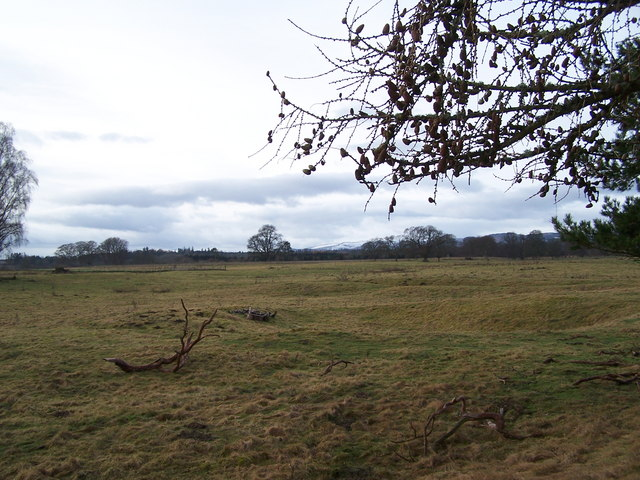
Pohled ze země

Základnu v ní měla jedna z 27 římských legií té doby: Legie XX Valeria Victrix, kterou sem přesunuli z Wroxeteru. Celý areál zabíral plochu 21,5 hektaru, což je srovnatelné s opevněnými tábory legií v Caerleonu a Yorku, kde měly základnu Druhá a Devátá legie. Na dostavbu velké pevnosti by bylo třeba na ní pracovat dvě nebo tři sezony, proto zde zřídili jen dočasný tábor, který vojákům poskytl ubytování na bezpečném místě a v zimě teplo.
Legie v ní usazená měla v plné síle 5400 mužů, i když je mohly doprovázet další specializované vojenské jednotky.

### Součást systému pevností
Další, menší pevnosti byly vybudovány dál na sever i na jih u ústí všech horských údolí (ve Skotsku zvaných glen). Tak vznikla linie pevností podle tohoto účelu nazvaná Glenblocker forts.
Woolliscroft a Hoffmann zastávali názor, že tato linie pevností (stejně jako například Cardean a Stracathro) tvořila jednotný systém složený z více prvků, z pevností i strážních věží. Inchtuthil jako největší ze zdejších vojenských základen měla představovat její klíčový bod. Jako jediná měla totiž dost velkou kapacitu na to, aby odtud mohla být zahájena invaze do Vysočiny a dál na sever.

## Jedinečnost této pevnosti

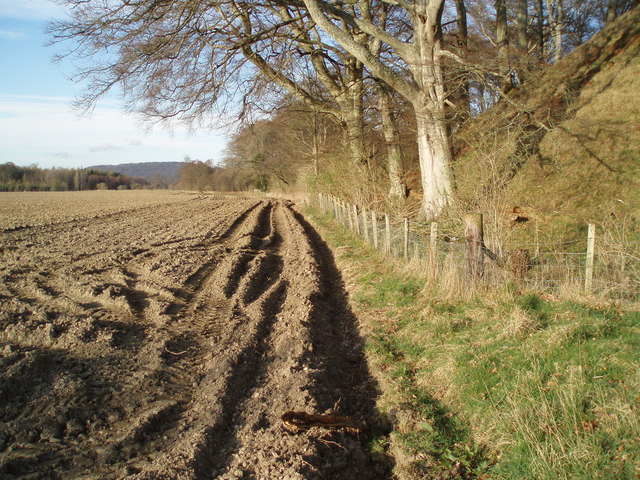
U okraje starověké pevnosti Inchtuthil

Inchtuthil - na rozdíl od jiných legionářských pevností v Británii - nebyl nikdy později přestavován, takže stopy rozložení budov byly do značné míry zachovány, ještě když tam profesor Ian Richmond v letech 1952 až 1965 prováděl archeologický výzkum. Jedinečnost této pevnosti tedy spočívá v tom, že jako jediná dává ucelenou představu, jak vypadaly standardní legionářské pevnosti v celé Římské říši.

### Popis pevnosti
Čtyřhranná pevnost měla dvě hlavní cesty a dvě brány. Její obranný systém tvořila stěna z kůlů, později kamenná zeď s valem z vykopané hlíny zvnějšku pokrytým drny. Pevnost byla obehnána vnějším příkopem ve tvaru V, hlubokým přibližně 2 m a 6 metrů širokým; řídila se tedy ustáleným římským schématem.

### Její vybavení
K vybavení pevnosti patřily administrativní budovy, cvičiště, nemocnice (valetudinarium) o ploše 5 hektarů, dílna o rozloze 3,5 hektaru, sýpky a 64 kasárenských budov. Obvod jejich dřevěných stěn dosáhl délky 10 km. Uprostřed tábora byla nalezena budova velitelství s takzvanou aedes, místností, kam se ukládala standarta legie a vyobrazení císaře.
Na značně velké prázdné ploše na východní straně areálu zřejmě měl stát dům velitele, praetorium. Nebyly však zjištěny žádné důkazy o tom, že by se výstavba tak velké budovy někdy zahájila, ačkoli plocha pro ni byla zarovnána a připravena. Ubytování tribunů také nebylo kompletně dostavěno.

## Zrušení pevnosti
V Inchtuthilu pobývalo vojsko jen krátce, po pěti letech byla pevnost opuštěna pravděpodobně v létě roku 86 a zcela jistě byla prázdná nejpozději počátkem roku 87. Vedl k tomu zřejmě fakt, že Legio II Adiutrix byla ze své základny v pevnosti Deva Victrix (v moderním Chesteru) povolána na Balkán, do římské provincie Moesie, aby se tam vypořádala s dáckou invazí v roce 86, a XX. Valeria Victrix musela odtáhnout zpět na jih, aby ji v Chesteru nahradila. Nicméně nedávno archeologové o tom vyslovili pochybnosti, což naznačuje, že pevnost možná byla využívána mnohem déle, než se dříve předpokládalo.
Před odchodem vojáci pevnost vypálili do základů. Zřejmě dostali rozkaz nenechat tam nic, co by mohly místní kmeny využít. Proto se například všechny hliněné nádoby v obchodě na hlavní ulici našly systematicky rozbité na kousíčky. Dokonce i odpad a stoky byly pečlivě zasypány štěrkem.

## Železný poklad z Inchtuthilu

### Objev
Když zde v 2. polovině 20. století pracoval Richmond, byla v létě roku 1960 nalezena velká jáma s 875 400 kusy nových, ručně zhotovených, dosud nepoužitých železných hřebíků o délce 5 cm až 40 cm, které vážily celkem 7 tun, ale byly tam i jiné železné předměty, včetně ráfků na kola, takže celková hmotnost nálezu dosáhla 10 tun. Právě z toho důvodu je legie zřejmě neodvedla s sebou na jih.
Římané vykopali jámu, nasypali do ní všechny hřebíky, takže vznikla vrstva o tloušťce 3,6 m, na ni položili téměř dva metry silnou vrstvu hlíny a udusali ji. Budovu nad jámou potom důkladně srovnali se zemí, aby nezanechali žádné stopy. Zůstala ukrytá téměř 1900 let. Římané si s jejím ukrytím dali tolik práce, protože bylo třeba zabránit tomu, aby po opuštění pevnosti kov padl do rukou místním lidem. Ti si železo cenili víc než stříbro a zlato, protože ho mohli roztavit a použít na výrobu zbraní.

### Osud nalezených předmětů v moderní době
Hřebíky se zachovaly ve velmi dobrém stavu, nevypadaly starší než dvacet nebo třicet let. Mnoho jich bylo zasláno do muzeí jako dárek a zbylá část byla prodáván veřejnosti a jiným zainteresovaným organizacím za cenu 5 šilinků za hřebík o délce 20 až 25 cm a 25 šilinků za balení po 5 hřebících. Firma Colville (rafinérie železa a oceli) uvádí, že všechny hřebíky byly "rozdány nebo prodány" do tří let od jejich objevu, tedy přibližně v roce 1963.
Tyto téměř 2000 let staré železné hřebíky použili atomoví fyzikové k odhadování účinků koroze na barely s jaderným odpadem.
Hřebíky si zájemci mohli i v únoru 2019 koupit na internetu, někdy s podotknutím, že jde o hřebíky prakticky totožné s těmi, které se již několik desítek let používaly v Judei při ukřižování.